# Mikael Bodlore-Penlaez
Pour les articles homonymes, voir Bolloré (homonymie).
Mikael Bodlore-Penlaez, né Michel Bolloré en 1975 à Brest, est un géographe et auteur breton. Il est directeur adjoint de l'agence d'urbanisme et de développement de Quimper Cornouaille.
Il étudie depuis 1999 les situations des nations sans État et des peuples minoritaires en Europe. Ses travaux se concentrent fortement sur la géographie de la Bretagne.  
Il est également l'une des personnalités à l'origine de l'extension Internet .bzh.

## Biographie
Mikael Bodlore-Penlaez est géographe et cartographe. Il est l'auteur de plusieurs atlas thématiques et traite également de sujets liés spécifiquement à la Bretagne ou aux minorités nationales. En 2011, il co-écrit avec Divi Kervella l’atlas de Bretagne, premier atlas bilingue breton - français et en 2015 l'atlas des mondes celtiques avec Erwan Chartier. En 2012, il écrit un livre-disque sur la musique classique bretonne en collaboration avec le violoncelliste Aldo Ripoche. À la suite des débats sur la nouvelle carte des régions, il écrit en 2014 un livre satirique (La France charcutée, petite histoire du "big bang territorial"), resituant la réforme territoriale dans son contexte historique.
L'atlas de Bretagne reçoit en 2011 le Prix du Livre Produit en Bretagne dans la catégorie coup de cœur et le premier prix régional de la langue bretonne. Le livre-disque musique classique bretonne reçoit également le Prix du Livre Produit en Bretagne en 2013 dans la catégorie langue bretonne.
Il est l'un des acteurs à l'initiative de l'extension internet .bzh. En 2006, il lance la pétition (sur le site Geobreizh, portail géographique breton qu'il a fondé avec Divi Kervella) pour la création d'une extension Internet .bzh pour la Bretagne, ayant abouti à la prise de position officielle de plusieurs collectivités (dont la région Bretagne). De 2008 à 2015, il est le vice-président de l'association www.bzh qui porte ce projet et qui a obtenu le 13 mai 2013 l'autorisation de l'Icann de l'exploiter.
Spécialiste des minorités nationales, il fonde en 1999 le portail internet Eurominority.eu et dirige en 2010, l'atlas des nations sans État, panorama des principaux peuples minoritaires d'Europe, livre traduit en anglais et en galicien. 
Il milite pour l'instauration d'un système fédéral en Europe et en France. Il s'est présenté aux élections européennes de 1999 sous l'étiquette "Vive le fédéralisme" pour le Parti fédéraliste. Il est par ailleurs membre de l'Union des fédéralistes européens, organisation non-gouvernementale qui promeut l'Europe fédérale.  
Le 17 septembre 2016, il a reçu le Collier de l'ordre de l'Hermine décerné par l'Institut Culturel de Bretagne.
En 2023, pour le centenaire du drapeau breton, il organise, aidé de plusieurs associations (Bannieloù Breizh, Association .bzh, Poellgor Bro Gozh ma Zadoù, ICB) et institution (Conseil régional de Bretagne)  lors des défilés du Festival de Cornouaille et du Festival interceltique de Lorient, ainsi que pour l'ouverture des jeux de Bretagne à Nantes, un cortège de cent drapeaux de Bretagne.

## Publications

### Ouvrages
- Guide des drapeaux bretons et celtes (avec Divi Kervella), Éd. Yoran Embanner, 2008  (ISBN 978-2-916579-12-2)
- Atlas des Nations sans État en Europe, peuples minoritaires en quête de reconnaissance, Éd. Yoran Embanner, 2010  (ISBN 978-2-914855-71-6)
  - Atlas of Stateless Nations in Europe, minority peoples in search of recognition (traduit en anglais par Ciaran et Sarah Finn), Éd. Y Lolfa, 2011  (ISBN 978-1847713797)
  - Atlas das Nações sem Estado da Europa, povos minoritarios na procura de reconhecimento (traduit en galicien par Abrahan Bande Paz et Fernando Corredoira), Éd. Através, 2017  (ISBN 978-84-16545-11-7)
- Atlas de Bretagne / Atlas Breizh (avec Divi Kervella), Éd. Coop Breizh, 2011  (ISBN 978-2843464959)
- Musique classique bretonne / Sonerezh klasel Breizh, Cras, Ladmirault, Le Flem, Le Penven, Ropartz... (avec Aldo Ripoche), Éd. Coop Breizh, 2012  (ISBN 978-2-84346-563-5)
- Bretagne, les questions qui dérangent (avec Pierre-Emmanuel Marais & Lionel Henry), Éd. Yoran Embanner, 2014  (ISBN 978-2-916579-78-8)
- La France charcutée, petite histoire du "big bang territorial", Éd. Coop Breizh, 2014  (ISBN 978-2-84346-722-6)
- Atlas des mondes celtiques / Atlas ar bed keltiek (avec Erwan Chartier-Le Floch & Divi Kervella), Éd. Coop Breizh, 2014  (ISBN 978-2-84346-693-9)
- Réunifier la Bretagne, région contre métropoles ? (avec les Géographes de Bretagne, sous la direction de Yves Lebahy et Gael Briand), Éd. Skol Vreizh, 2015  (ISBN 978-2367580425)
- Gwenn-ha-Du, le drapeau breton (collection "Trilogie des symboles de Bretagne"), Éd. Coop Breizh, 2015  (ISBN 978-2843467233)
- Bro Gozh ma Zadoù, l'hymne national breton (collection "Trilogie des symboles de Bretagne"), Éd. Coop Breizh, 2015  (ISBN 978-2843467240)
- BZH, l'abréviation bretonne (collection "Trilogie des symboles de Bretagne"), Éd. Coop Breizh, 2015  (ISBN 978-2843467257)

#### Participation à des ouvrages en tant que cartographe
- Jean Cras, Polymath of Music and Letters, Paul Andre Bempechat (Auteur), Éd. Ashgate Publishing Limited, 2009  (ISBN 978-0754606833)
- Histoire de Bretagne, Le point de vue breton, Jean Pierre Le Mat (Auteur), Éd. Yoran Embanner, 2010  (ISBN 978-2914855754)
- Die Geschichte der Bretagne, der Bretonische Standpunkt, Jean Pierre Le Mat (Auteur), Éd. Yoran Embanner, 2010  (ISBN 978-2914855761)
- Bretons des Kerguelenn, Ronan Larvor (Auteur), Éd. Yoran Embanner, 2011  (ISBN 978-2916579191)
- Histoire d'Alsace, le point de vue alsacien, François Waag (Auteur), Éd. Yoran Embanner, 2012  (ISBN 978-2914855662)
- Un Modèle politique breton ? Enquêtes, analyses, entretiens, portraits, Valérie Le Nigen, Christian Gouerou, Erwan Chartier-Le Floch (Auteurs), Nono (Illustrateur), Éd. Coop Breizh, 2014  (ISBN 978-2-84346-642-7)
- Histoire de l'écologie en Bretagne, Tudi Kernalegenn (Auteur), Éd. Goater, 2014  (ISBN 978-2-918647-38-6)
- Connaissance de la Bretagne des origines à nos jours (DVD), Jean-Jacques Monnier & Olivier Caillebot (Auteurs), Éd. Skol Vreizh, 2014
- Histoire de l'Ukraine, le point de vue ukrainien, Tina et Luc Pauwels (Auteurs), Éd. Yoran Embanner, 2015  (ISBN 978-2-36747-011-5)
- Le monde des anciens Celtes, Venceslas Kruta (Auteur), Éd. Yoran Embanner, 2015  (ISBN 978-2-36747-012-2)
- Pêcheurs bretons en quête d’avenir, (avec les Géographes de Bretagne, sous la direction d'Alain Le Sann), Éd. Skol Vreizh, 2016  (ISBN 978-2-36758-057-9)
- Noms de lieux bretons du pays nantais, Bertrand Luçon (Auteur), Éd. Yoran Embanner, 2017  (ISBN 978-2916579955)
- Histoire du Kurdistan, le point de vue kurde, Luc Pauwels (Auteur), Éd. Yoran Embanner, 2019  (ISBN 978-2-36747-030-6)
- Défis pour la Bretagne, un « nécessaire nouveau contrat social », Yves Lebahy, (Auteur), Éd. Skol Vreizh, 2020  (ISBN 978-2367581101)
- L'espoir des campagnes bretonnes Tome 1 : La révoltion rurale en Bretagne (1850-1980), Pierrick Mellouët, Albert Pennec (Auteurs), Éd. Roudou, 2021   (ISBN 978-2-9546505-2-4)

### Cartes
- Peuples minoritaires d'Europe, Eurominority.eu, 2004
- Cent Nations d’Europe, Eurominority.eu, 2005 (réédition 2013)
- Généalogie des Rois et Ducs de Bretagne, Geobreizh.bzh, 2007 (réédition 2018)
- Bretagne : Géographie d’une Nation historique d’Europe (60 pays traditionnels de Bretagne), Geobreizh.bzh, 2007 (réédition 2013 et 2018)
- 9 pays, 5 départements, 1 500 communes de Bretagne, Geobreizh.bzh, 2008
- Peuples du monde, Eurominority.eu, 2009
- Pays frisons, Eurominority.eu, 2010
- Langues d'Europe, Eurominority.eu, 2010
- Carte du monde en breton, Geobreizh.bzh, 2011
- Val de Loire, 2012
- Kurdistan en kurde, Eurominority.eu, 2012
- Peuples d'Europe, Carte ethnographique des nations et régions historiques, Eurominority.eu, 2012
- Europako Nazioak, Nazio burujabeen eta estaturik ez duten nazioen mapa, Eurominority.eu, 2014 (avec l'hébdomadaire Argia)
- Bretagne, carte pédagogique des pays culturels (Breizh, kartenn gelenn ar broioùigoù), Geobreizh.bzh, 2016 (avec l'association War 'l Leur Penn ar Bed)
- Nations celtiques, Eurominority.eu, 2020 (séries de cartes)
- Puzzle carte de Bretagne en breton / Miltamm kartenn Breizh e brezhoneg, Éd. Bannoù Heol, 2021
- Puzzle carte des nations celtiques en breton / Miltamm kartenn ar broadoù keltiek e brezhoneg, Éd. Bannoù Heol, 2022
- Puzzle carte du monde en breton / Miltamm kartenn ar bed e brezhoneg, Éd. Bannoù Heol, 2023
- Bretagne, carte physique en français (Breizh, kartenn fizik en breton), Geobreizh.bzh, 2025
- Europe, carte physique en français (Europa, kartenn fizik en breton), Geobreizh.bzh, 2025

### Expositions
- Des cartes pour comprendre la Bretagne, Institut culturel de Bretagne & Éd. Coop Breizh, 2011
- Musique classique bretonne, Académie Paul Le Flem & Éd. Coop Breizh, 2012
- Les mondes celtiques, voyage cartographique, Institut culturel de Bretagne & Éd. Coop Breizh, 2015
- Symboles de Bretagne, Gwenn-ha-Du, Bro Gozh ma Zadoù, BZH, Institut culturel de Bretagne & Éd. Coop Breizh, 2016
- Le breton, langue de la mer (Brezhoneg, yezh ar mor), Sked, 2016

### Articles
- Cinq ans d’actualités des nations sans État et des minorités nationales (recueil d'articles parus sur eurominority.eu), (avec David Forniès), Mondivers/Eurominority, 2010